# Familok

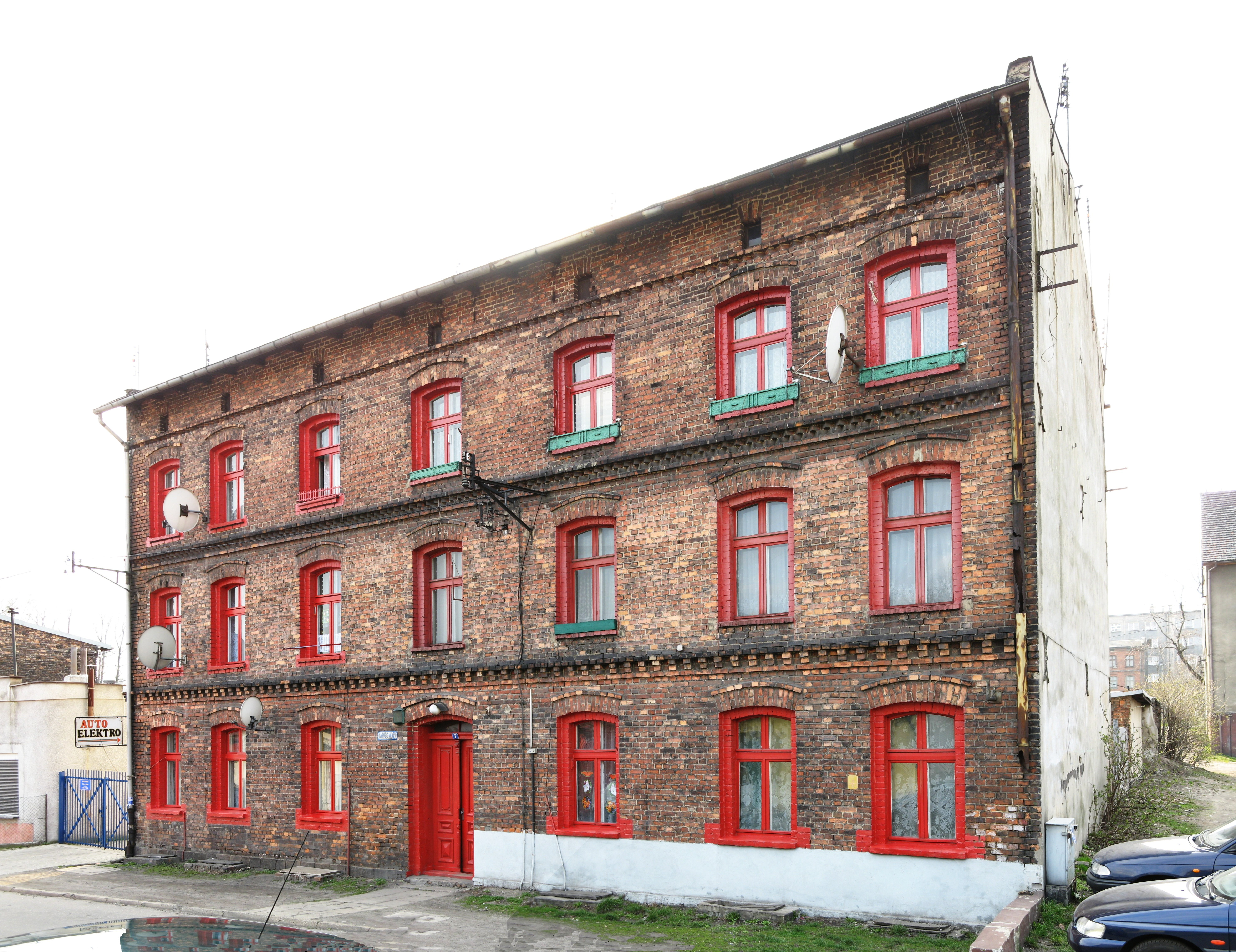
Familok s červeně natřenými okny ve čtvrti Wirek (Ruda Śląska), ulice Targowa 7

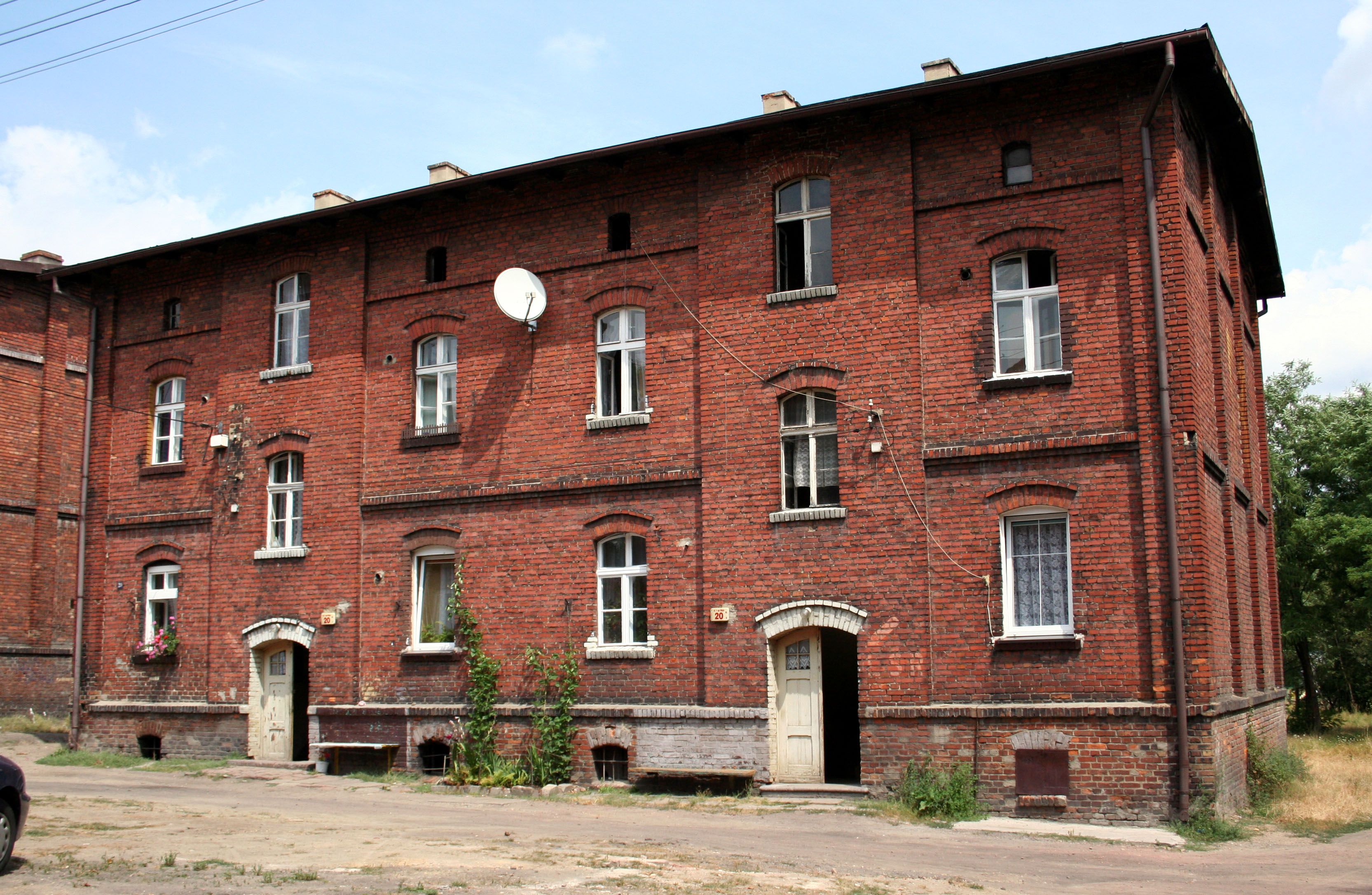
Familok v Chwałowicích, čtvrti ve městě Rybnik, pohled zde dvora

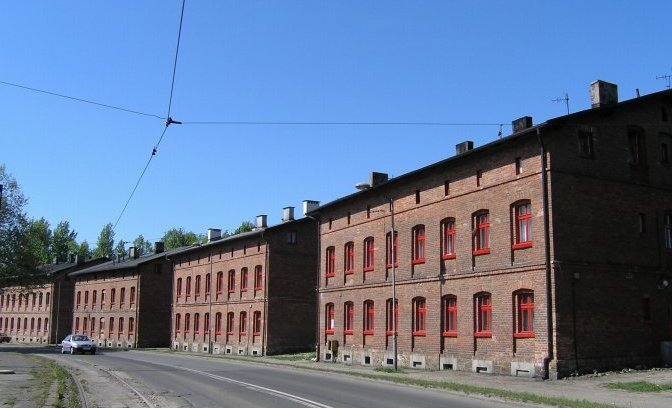
Familoky v Nové Bytomi, ulice Niedurnego

Familoky jsou typické domy na Horním Slezsku. Byly to domy určené pro rodiny pracovníků těžkého průmyslu, zejména horníků. Stavěly se na přelomu 19. a 20. století.

## Charakteristické vlastnosti familoků
Budovy byly cihlové, vysoké zpravidla dvě až tři patra, bez kanalizace. Společný vodovod se nacházel na mezipatře (v nářečí ausgus). Typický byt se skládal z kuchyně a pokoje, občas spíže (komora) a jeho velikost činila přibližně 35 m2. Každodenní život probíhal v kuchyni. V bytě žilo 6 až 8 lidí.
Familoky měly také společné záchody (haziel [hažjel]) pro obyvatele jednoho vchodu, které byly na dvoře. Kromě toho byly na dvoře tzv. komůrky pro každý byt určené na zelí, brambory apod.
Familoky jsou rozmístěny podél několika příčných ulic a určeny byly především pro rodiny horníků a hutníků, kteří byli zaměstnáni v blízkých podnicích. Další charakteristickým rysem byly rámy oken a parapety natřené ostrou červenou barvou, později i jinými barvami.
Ačkoliv rozdíy mezi familoky a dalšími domy stavěnými pro dělníky v onom období nejsou příliš velké, přece jen se na začátku 20. století odlišovaly vyšším standardem díky vodovodu. Jejich přítomnost ve městech Horního Slezska také ovlivnila místní kulturu, kde bylo místo familoku zvlášť uznáváno a často popisováno v literatuře, zejména ve vzpomínkách obyvatel, což přispělo k utváření lokální společnosti. Popis familoku a života v něm je uveden v románě „Cholonek, czyli dobry Pan Bóg z gliny“ od Janosche (Horsta Eckerta), německy píšícího spisovatele, který se narodil v Zabrze (tehdy Hindenburg).
Slovo familok pochází ze slezského nářečí, vzniklo z familie (domy byly určeny pro rodiny) a koncovky -ok, která má ve slezském nářečí stejnou funkcí jako česká koncovka -ák.

## Familoky dnes
V současnosti[kdy?] jsou čtvrti s familoky, jako např. Nikiszowiec v Katovicích, Kaufhaus ve Slezské Rudě, Biskupice v Zabrze, často místy dotčenými sociální patologií, čehož příčinou jsou zejména restrukturalizace hornictví a hromadná propouštění z dolů.[zdroj?] Vzhledem k historickému významu jsou v některých městech (Nikiszowiec v Katovicích, Emma-Radlin, Kolonia Zgorzelec v Bytomi) renovovány.
Familoky se nachází také v České republice, např. v Bohumíně.